# Histiotus
Histiotus (Gervais, 1855) è un genere di pipistrelli della famiglia dei Vespertilionidi comunemente noti come orecchioni sudamericani.

## Descrizione

### Dimensioni
Al genere Histiotus appartengono pipistrelli di piccole dimensioni, con lunghezza della testa e del corpo tra 48 e 70 mm, la lunghezza dell'avambraccio tra 42 e 52 mm, la lunghezza della coda tra 39 e 55 mm e un peso fino a 14 g.

### Caratteristiche craniche e dentarie
Il cranio è robusto, con una regione inter-orbitale ampia e rigonfia. La bolla timpanica è ben sviluppata.  Gli incisivi superiori interni sono bicuspidati, mentre quelli inferiori sono trifidi.
Sono caratterizzati dalla seguente formula dentaria:

### Aspetto
Il colore delle parti dorsali varia dal marrone chiaro al bruno-grigiastro, mentre le parti inferiori sono leggermente più chiare. Le orecchie sono enormi, di forma ovale o triangolare e, nella maggior parte delle specie, connesse alla base tramite una sottile membrana cutanea. Il trago è lungo circa la metà del padiglione auricolare e piegato in avanti. La coda è lunga e inclusa completamente nell'ampio uropatagio.

## Distribuzione
Il genere è diffuso in Sudamerica.

## Tassonomia
Il genere comprende 10 specie.
- Orecchie ovali.
  - Histiotus alienus
  - Histiotus cadenai
  - Histiotus humboldti
  - Histiotus laephotis
  - Histiotus macrotus
  - Histiotus magellanicus
  - Histiotus mochica[3]
  - Histiotus montanus
- Orecchie triangolari.
  - Histiotus diaphanopterus
  - Histiotus velatus

H.alienus, H.laephotis e H.magellanicus sono considerati da alcuni autori sottospecie di H.montanus